# Ukraińska Partia Narodowa
Ukraińska Partia Narodowa (UNP) – jedyna legalnie działająca ukraińska partia polityczna w Rumunii, w latach 1927–1938.
Kierownictwo partii znajdowało się w Czerniowcach na Bukowinie, i tam był główny obszar działania partii. Partia kontynuowała tradycje ukraińskiej Partii Narodowo-Demokratycznej (NDP) z czasów Austro-Węgier.
Partia występowała przeciw romanizacji ludności ukraińskiej, domagała się wprowadzenia języka ukraińskiego w szkołach, cerkwiach oraz reformy rolnej.
UNP nie posiadała stałej organizacji i kadr, działała przez mężów zaufania. Głosowało na nią ponad 30 tysięcy mieszkańców. Ze względu na rumuńskie prawo wyborcze, partia zwykle zawierała sojusze wyborcze z rumuńskimi partiami narodowo-monarchistyczną, ludową, radykalno-agrarną).
Przewodniczącym partii był Wołodymyr Załoziećkyj, sekretarzem Jurij Serbyniuk. Posłowie do parlamentu to: Wołodymyr Załoziećkyj, Wasyl Dutczak, Orest Szkraba, Jurij Serbyniuk, D. Maier-Mychalśkyj. Inni działacze partii to: Łew Kohut, A. Kyryliw, Iwan Stryjśkyj, Iwan Żukowśkyj, Jurij Łysan, Roman Jasenyćkyj, M. Witan, M. Sywyj, Teodor Iwanyćkyj i inni.
Organami prasowymi były: "Ridnyj Kraj", "Czas", "Narodna Wolja", "Rada".
W 1938 roku w Rumunii rozwiązano wszystkie partie polityczne, w tym UNP.

## Literatura
- Encyclopedia of Ukraine